# Somni causat pel vol d'una abella al voltant d'una magrana un segon abans de despertar-se
Somni causat pel vol d'una abella al voltant d'una magrana un segon abans de despertar-se (1944) és un famós quadre del pintor Salvador Dalí realitzat el 1944. Està fet mitjançant la tècnica de l'oli sobre tela, és d'estil surrealista i les seves mesures són 51 × 41 cm. Es conserva a Madrid, al Museu Thyssen-Bornemisza.
Dalí, seguint les teories de Freud, va voler representar en el quadre el fet que, de vegades, s'introdueixen en el somni estímuls derivats d'esdeveniments exteriors que hi són integrats. També s'ha suggerit que la pintura és "una surrealista interpretació de la Teoria de l'Evolució".
Aquest va ser un dels pocs quadres pintats per Dalí el 1944. En aquells moments es dedicava a dissenyar aparadors, a fer decorats per a pel·lícules de Hollywood o a dissenyar portades per a la revista Vogue, i li quedava poc temps per pintar.
Tot i que aleshores pintava sobre temes religiosos i havia abandonat el surrealisme ortodox, on s'introduïa al món dels somnis, el llarg títol del llenç mostra la seva intenció d'atorgar al quadre un caràcter psicoanalític.

## Descripció
El quadre és un paisatge marí, potser Port Lligat, en el qual apareix Gala, la seva dona, nua. Al costat del seu cos, surant sobre una roca, que levita sobre el mar, hi ha dues gotes d'aigua suspeses i una magrana. Gala es desperta en el moment en què el brunzit d'una abella que vola al voltant de la magrana li evoca la imatge d'una baioneta a punt de ferir-la. La baioneta procedeix d'un tigre que surt de la boca d'un altre tigre. Aquest darrer, de la d'un peix i aquest d'una magrana gegant. El somni és representat a través de les imatges oníriques que hi veiem. Al fons es veu un elefant de llargues i primes potes amb el qual Gala estava somiant abans de les terrorífiques imatges que li evoca l'abella. Aquesta imatge, inspirada en l'escultura de l'elefant amb l'obelisc al llom que es troba a la plaça de Santa Maria sopra Minerva a Roma, obra de Bernini, reapareixerà en altres quadres del pintor com La temptació de Sant Antoni i en l'escultura d'or i pedres precioses de 1956 anomenada L'elefant espacial.
La imatge de la dona estirada en les roques apareix en algunes pintures i dibuixos de 1926, però l'expressionisme de llavors s'ha transformat en un classicisme que s'objectivarà en alguns nus com els de Leda atòmica, Dalí nu en contemplació davant cinc cossos regulars o el Crist de Gala.
Segons va explicar el 1962, en aquest somni, Dalí pretenia 
| « | Posar en imatges per primer cop el descobriment de Freud del típic somni amb un argument llarg, conseqüència de la instantaneïtat d'un accident que provoca el despertar. Així com la caiguda d'una barra sobre el coll d'una persona adormida provoca simultàniament el seu despertar i el final d'un llarg somni que acaba amb la caiguda sobre ella de la fulla d'una guillotina, el soroll de l'abella provoca aquí la sensació del cop de bec que despertarà Gala. | » |